# Jules Belleudy
Jules Belleudy, né à La Gaude le 4 avril 1855 et mort à Nice le 20 mars 1938,, est un journaliste politique, sous-préfet puis préfet, trésorier-payeur français. Il fut aussi écrivain, historien, critique d'art, collectionneur et horticulteur.
Son portrait se trouve au musée Calvet à Avignon.

## Biographie

### Débuts
Sa carrière débute dans des journaux de la région Marseillaise : l'Égalité, la Jeune République, le Journal du Midi. En 1877 il crée le Réveil du Midi dont le premier numéro paraît le 12 août 1877, jour symbolique de sa sortie de prison, après un mois d'enfermement assorti d'une amende de mille francs, pour ses idées politiques et militantes parues dans le Journal du Midi à la suite de la dissolution de la Chambre le 16 mai.

### Carrière de haut fonctionnaire
De 1880 à 1910, il fut successivement sous-préfet d'Apt, de Lodève puis de Béziers, préfet de la Lozère, préfet de l'Ardèche puis préfet de Vaucluse. 
En Ardèche, il eut notamment à intervenir sur les relations entre l'église et l'état en 1903 et 1904.
De 1910 à 1918, il est trésorier-payeur d'Eure-et-Loir à Chartres.

### Écrivain et historien
Il publie plusieurs ouvrages et de nombreux articles parus dans différents journaux. Les principaux ouvrages sont les suivants :
- Jules Belleudy, J. J. Balechou, graveur du roi (1715-1764), Avignon, F. Seguin, 1908, 80 p.
- Jules Belleudy, Paul Vayson, Nimes, Imprimerie Générale, rue de la Madeleine, 21, 1910 [Lire en ligne (adresse ip américaine nécessaire)].
- Jules Belleudy, Joseph-Siffred Duplessis, peintre du roi (1725-1802), Chartres, Imprimerie Durand, 1913, 359 p. (lire en ligne)
- Jules Belleudy (préf. Colonel Gros Long), Que faut-il penser du XVᵉ Corps ?, Menton, 1921 : il s'agit d'un essai de réhabilitation des combattants originaires du Midi qui avaient été considérés comme peu belliqueux par le commandement en 1914-1918.
- Jules Belleudy, La grande querelle de trois tragédiennes provençales : Marie-Pauline Alziary de Roquefort, dite Saint-Val aînée. Marie-Blanche Alziary de Roquefort, dite Saint-Val cadette. Madame Vest., Marseille, Institut historique de provence, 1933, 199 p.

## Distinctions
- Chevalier de la Légion d'honneur (1903). Il obtient la croix de la Légion d'honneur le 12 janvier 1903[6].

Un fonds Belleudy, consacré aux peintres provençaux et à la guerre de 1914-1918, est conservé à la Bibliothèque du Chevalier de Cessole à Nice.